# Tobai Barat
Tobai Barat is een bestuurslaag in het regentschap Sampang van de provincie Oost-Java, Indonesië. Tobai Barat telt 5442 inwoners (volkstelling 2010).